# Magia naturalis

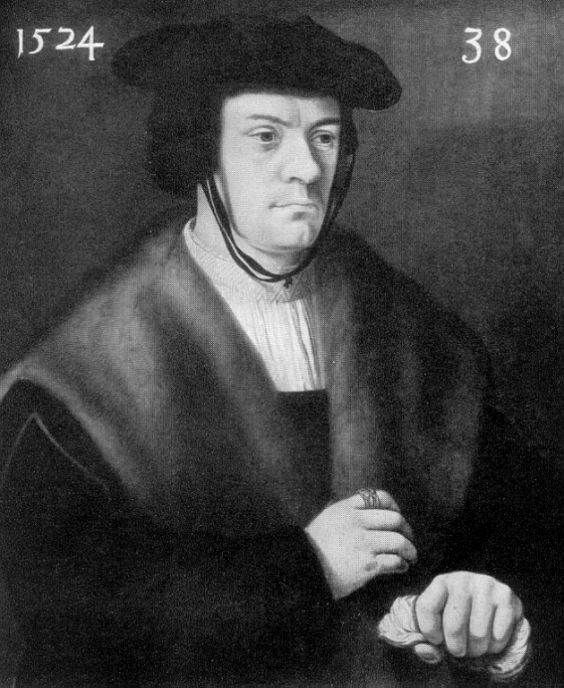
Heinrich Cornelius Agrippa von Nettesheim, renesanční mág a obhájce konceptu magie naturalis

Magia naturalis, latinsky „přirozená magie“ je forma magie, jejíž fungování nezávisí na duchovních bytostech, ale pracuje s přirozenými silami, tedy jako aplikovaná přírodní filosofie. Koncept magie naturalis se objevil v evropském myšlení na konci středověku a byl ve velké míře užíván renesančními mágy k obhajobě svého bádání a odvrácení podezření z praktikování démonické, či obecněji ceremoniální magie.
Podle Agrippy von Nettesheim a jeho díla De incertitudine et vanitate scientiarum declamatio invectiva z roku 1526 byla magia naturalis nejvyšší formou přírodní filosofie a zahrnuje astrologii, alchymii a různé obory které dnes řadíme k přírodním vědám, jako je například botanika. Ceremoniální magie je naopak založena na kontaktu s duchovní bytostmi, je bezbožnou urážkou Boha, a zahrnuje například nekromantii a čarodějnictví. Během 17. století byla takto pojímaná magie těžko odlišitelná od dobové vědy, a ještě osvícenecká Encyklopedie aneb Racionální slovník věd, umění a řemesel z konce 18. století přirozenou magie chválila jako zdroj mnoha poznatků přírodních věd. Zároveň však mnoho z fenoménů které byli tradičně řazeny do magie naturalis je v témže díle řazeno do magie nadpřirozené, která je odsuzována jako pověrečná. Příkladem může být astrologie a na ní navazující Agrippova „nebeská magie“. Během 18. století však také došlo k dalšímu rozvoji přirozené magie mezi mysliteli kteří odmítli dobovou vědu a viděli magii jako „vyšší vědu“ založenou na studiu okultních sil. Termín magie se z těchto důvodů také objevuje v německé romantické Naturphilosophii.
Magia naturalis nebo De magia naturalis je název také několik děl:
- Giambattista della Porta, Magia naturalis, 1558
- Giordano Bruno, De magia naturalis, cca 1589-1590
- Friedrich Christoph Oetinger, Magia naturalis, 1765
- Prokop Diviš, Magia naturalis, čili traktát theoretický o atmosférické elektřině